# Iki-Burul
Iki-Burul (in russo Ики-Бурул?; in calmucco Ики Бурул) è un villaggio della Russia, situato in Calmucchia. Appartiene al rajon Iki-Burul'skij del quale è il centro amministrativo.
Il villaggio si trova 62 km a sud-est della città di Ėlista.